# Alicyklický keton
Alicyklické ketony jsou ketony obsahující uzavřený cyklus, které nesplňují pravidla aromaticity. Jsou tvořené pouze atomy uhlíku, vodíku a karboxylovou skupinou. Mohou být nasycené (cykloalkanony) i nenasycené (cykloalkenony, cykloalkynony).

## Přehled
- Cykloalkanony:
  - cyklobutanon
  - cyklopentanon
  - cyklohexanon
  - cykloheptanon
  - cyklooktanon
  - cyklononanon
  - cyklodekanon
  - cykloundekanon
  - cyklododekanon

- Cykloalkenony:
  -     - Cyklobutenon
    - Cyklopentenon
    - Cyklohexenon
    - Cykloheptenon
    - Cyklooktenon
    - Cyklononenon
    - Cyklodekenon

- - Cykloalkadienony
    - Cyklopentadienon
    - Cyklohexadienon
    - Cykloheptadienon
    - Cyklooktadienon
    - Cyklononadienon
    - Cyklodekadienon
    - Cykloundekadienon
    - Cyklododekadienon

- Cykloalkynony:
- Cyklobutynon
- Cyklopentynon
- Cyklohexynon
- Cyklooktynon